# Juscelino Ferreira Guimarães

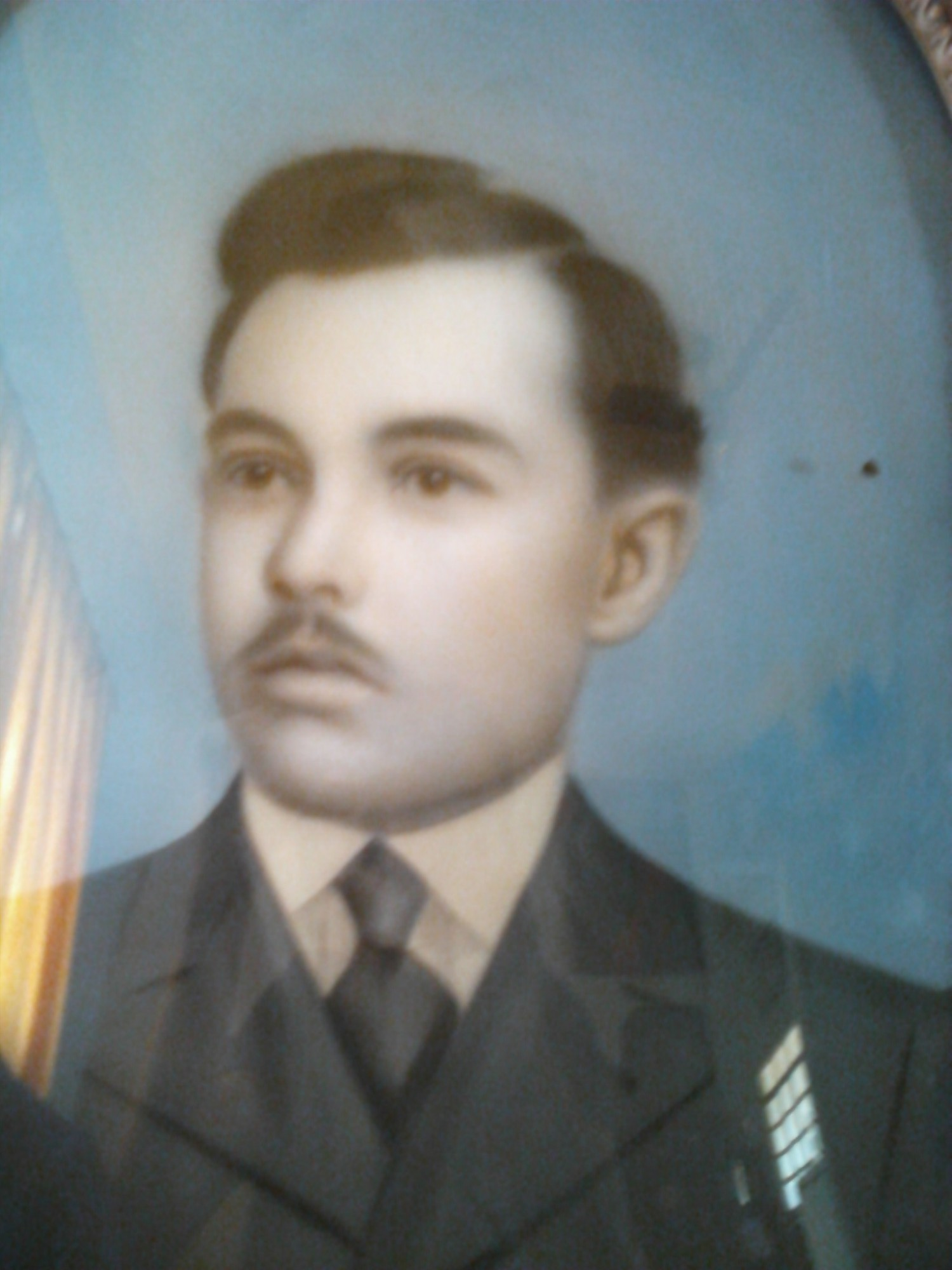
Tabelião, fazendeiro e fundador do distrito de Pouso Alto, município de Paraíso das Águas

Juscelino Ferreira Guimarães (Pouso Alto, 1 de maio de 1882 — Três Lagoas, 16 de abril de 1981) foi um pecuarista, tabelião e fundador do distrito de Pouso Alto, no município de Paraíso das Águas.
Era filho do criador de gado, Lino Ferreira Guimarães e de dona Antônia Soares da Silva, tendo sido criado nos seus primeiros anos na área rural de Goiás. No entanto, ao ficar mais velho, seus pais acharam por bem mandá-lo estudar fora, mais precisamente, no Seminário de Uberaba em 12 de julho de 1895 e se retirado em 31 de maio de 1898, segundo constam informações no arquivo da dita instituição.
Pela tradição familiar, acredita-se que ele fugiu do internato, conhecendo o boiadeiro Lucas Borges, que levava e trazia gado do então sul de Mato Grosso. Com isto, seguiu com a sua comitiva, tornando-se também um boiadeiro, até decidir fincar raízes na região de Água Clara, casando-se em primeiras núpcias com Elvina Ferreira Ottoni, filha do fazendeiro Pedro Benedicto Ottoni e Benvinda Ferreira de Mello. Contudo, ela faleceu na sua segunda gravidez, vindo a óbito, deixando-o com o seu filho Alberto Ottoni Guimarães.
Após ficar um tempo solteiro, casou-se com a jovem Antônia Ferreira de Mello, prima de Elvina, que era órfã de pais e era criada pelo avô Antônio Trajano dos Santos, fundador da cidade de Três Lagoas. Sua segunda esposa, era filha de Mizael Ferreira Mello e Olímpia Pereira dos Santos, que deixaram uma considerável herança, entre os quais, encontrava-se terras, gado e éguas. A partir disso, decidiu aferir a compra do domínio da posse denominada de "Pouso Alto" pelo valor de Rs 2:000$000 contos de réis, dos herdeiros de Francisco de Paula e Oliveira. Com isto, reuniu-se todos os posseiros que moravam na vasta posse, e instruiu-os a regularização.
Ao todo, requereu-se o total de 27.663 hectares, com título definitivo expedido em 31 de dezembro de 1928 sob o pagamento no valor de Rs 27:397$680 contos de réis, dividindo-a em: 15.663 hectares para Juscelino Ferreira Guimarães; seguido de João Batista Dias com 5.000 hectares; Areolino Ferreira Ottoni, casado com Leonor Ferreira de Mello, cunhados de Juscelino, com 4.000 hectares; e, por fim, a família Justino Alves com 3.000 hectares. A antiga sede de pau-a-pique, ficou com Juscelino e Antônia, que decidiram construir ali uma escola para educar as crianças da região, como sendo o núcleo pioneiro de um povoado.

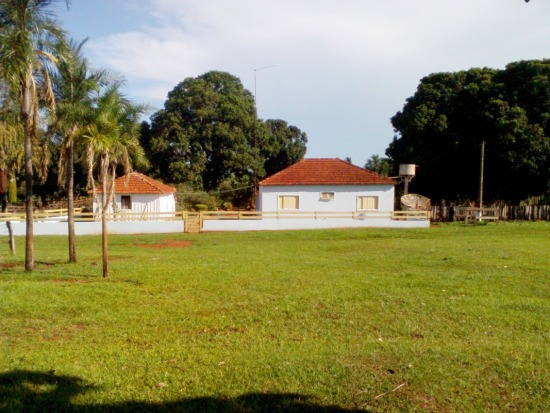
Sede da Fazenda Pouso Alto, onde residiu Juscelino e sua família

Em 1936, sob um acordo verbal firmado com o Coronel Cacildo Arantes, permutou-se parte de suas terras com o próprio, pagando-se uma diferença por uma dívida em cabeças de gado. Todavia, o acordo nunca foi selado de facto, e em 1936 a área de 3.600 hectares foi deixada como doação para a criação de um distrito de nome Alto Sucuriú, que posteriormente seria alterado para Pouso Alto. Portanto, credita-se que a figura de Juscelino Guimarães, como fundador da localidade e criador da primeira escola. Também é necessário fazer menção a atividade exercida de tabelião, tendo-se em sua fazenda um cartório de registros civis.
Em 27 de fevereiro de 1980, averba-se a doação de uma área de 12.063 hectares de sua propriedade, aos seus onze filhos. Cada um deles receberam o total de 1.096 hectares, tornando-se muito deles, criadores de gado na referida fazenda.

## Descendência
No seu primeiro casamento com Elvina Ferreira Ottoni:
- Alberto Ottoni Guimarães, foi presidente da Câmara de Vereadores de Água Clara, Mato Grosso do Sul.[6][7]

Do segundo casamento com Antônia Ferreira de Mello, foram os seguintes:
- João Ferreira Guimarães, pecuarista, foi casado com a sua prima Adelaide Teodora dos Santos.
- Oswaldo Ferreira Guimarães, foi casado com Valdelice Siqueira.
- Juscelino Ferreira Guimarães Júnior.
- Pedro Aparecido Ferreira Guimarães, casou-se com a dona Sebastiana Pereira do Prado.
- Urbano Ferreira Guimarães, foi pecuarista e vice-prefeito de Água Clara, casou-se com a sua prima Maria Narciza dos Santos.
- Oriolando Ferreira Guimarães, foi pecuarista e casado com a sua prima Alda Teodora dos Santos.
- Ordalino Ferreira Guimarães foi casado com Maria do Carmo.
- Odete Ferreira Guimarães, foi pecuarista e casada com seu primo afastado Benitis Ferreira Dutra.
- Ivonilde Ferreira Guimarães casou-se com o seu primo João Narciso dos Santos.

- Gilson Ferreira Guimarães, foi piloto da aviação civil.

## Controvérsias
No distrito fundador por Juscelino Guimarães, existiam duas homenagens a sua pessoa, uma avenida e uma escola, que era a continuidade da primitiva escola da sua fazenda. Entretanto, por questões não muito claras, alterou-se o nome da Escola Municipal Juscelino Ferreira Guimarães para Escola Vó Neguinha, causando certo mau estar na localidade. Como reação a essa determinação, a família protestou sobre o acontecido, sem nenhum efeito.